# Сълзица
Сълзица (или Даутово езеро) е ледниково езеро в Северен Пирин, разположено в плитък циркус на около 600 m югоизточно от Даутов връх (Гърбец, 2597,3 m). Езерото е на височина 2340,9 m, площта му е 0,6 ha при размери 95 на 60 m, като формата му е елипсовидна. Дълбоко е 2 m. От него изтича малка река, ляв приток на Бела река (ляв приток на река Изток, десен приток на Места). Езерото е с непостоянен воден режим и много често през лятото пресъхва.